# Guglielmo IV di Brunswick-Lüneburg
Guglielmo IV di Brunswick-Lüneburg (1425 – 7 luglio 1503) fu duca di Brunswick-Lüneburg e governò sui principati di Wolfenbüttel e Gottinga.

## Biografia
Figlio di Guglielmo di Brunswick-Lüneburg e di Cecilia di Brandeburgo, ricevette il principato di Gottinga dal padre nel 1473. Nel 1482, alla morte del padre, gli succedette con il fratello Federico nel governo delle parti rimanenti dello stato, fin quanto imprigionò Federico nel 1484 e si proclamò l'unico reggente. Nel 1490 comprò la città di Helmstedt dall'abate di Werden. Nel 1491, Guglielmo consegnò il principato di Wolfenbüttel inclusa Calenberg al figlio, e mantenne solo Gottinga per sé.

## Matrimonio ed eredi
Guglielmo sposò Elisabetta, figlia di Bodo VII di Stolberg-Wernigerode. Dal matrimonio nacquero i seguenti figli:
- Anna (1460-1520), sposò Guglielmo, langravio d'Assia;
- Enrico IV (1463-1514);
- Eric.

## Ascendenza
|                                    |                          |                              | Genitori                           |  |  | Nonni |  |  | Bisnonni                            |  |  | Trisnonni                          |  |
|                                    |                          |                              |                                    |  |  |       |  |  | Magnus II di Brunswick-Wolfenbüttel |  |  | Magnus I di Brunswick-Wolfenbüttel |  |
|                                    |                          |                              |                                    |  |  |       |  |  | Magnus II di Brunswick-Wolfenbüttel |  |  | Magnus I di Brunswick-Wolfenbüttel |  |
|                                    |                          | Sofia di Brandeburgo         |                                    |  |  |       |  |  | Magnus II di Brunswick-Wolfenbüttel |  |  |                                    |  |
| Enrico di Brunswick-Lüneburg       |                          |                              |                                    |  |  |       |  |  | Magnus II di Brunswick-Wolfenbüttel |  |  |                                    |  |
|                                    |                          | Caterina di Anhalt-Bernburg  | Bernardo III di Anhalt-Bernburg    |  |  |       |  |  |                                     |  |  |                                    |  |
|                                    |                          | Caterina di Anhalt-Bernburg  | Bernardo III di Anhalt-Bernburg    |  |  |       |  |  |                                     |  |  |                                    |  |
|                                    |                          | Caterina di Anhalt-Bernburg  | Agnese di Sassonia                 |  |  |       |  |  |                                     |  |  |                                    |  |
| Guglielmo di Brunswick-Lüneburg    |                          | Caterina di Anhalt-Bernburg  |                                    |  |  |       |  |  |                                     |  |  |                                    |  |
|                                    |                          | Vartislao VI di Pomerania    | Barnim IV di Pomerania             |  |  |       |  |  |                                     |  |  |                                    |  |
|                                    |                          | Vartislao VI di Pomerania    | Barnim IV di Pomerania             |  |  |       |  |  |                                     |  |  |                                    |  |
|                                    |                          | Vartislao VI di Pomerania    | Sofia di Werle                     |  |  |       |  |  |                                     |  |  |                                    |  |
| Sofia di Pomerania                 |                          | Vartislao VI di Pomerania    |                                    |  |  |       |  |  |                                     |  |  |                                    |  |
|                                    |                          | Anna di Mecklenburg-Stargard | Giovanni I di Meclemburgo-Stargard |  |  |       |  |  |                                     |  |  |                                    |  |
|                                    |                          | Anna di Mecklenburg-Stargard | Giovanni I di Meclemburgo-Stargard |  |  |       |  |  |                                     |  |  |                                    |  |
|                                    |                          | Anna di Mecklenburg-Stargard | Anna di Schauenburg-Pinneberg      |  |  |       |  |  |                                     |  |  |                                    |  |
| Guglielmo IV di Brunswick-Lüneburg |                          | Anna di Mecklenburg-Stargard |                                    |  |  |       |  |  |                                     |  |  |                                    |  |
|                                    | Federico V di Norimberga | Giovanni II di Norimberga    |                                    |  |  |       |  |  |                                     |  |  |                                    |  |
|                                    | Federico V di Norimberga | Giovanni II di Norimberga    |                                    |  |  |       |  |  |                                     |  |  |                                    |  |
|                                    | Federico V di Norimberga | Elisabetta di Henneberg      |                                    |  |  |       |  |  |                                     |  |  |                                    |  |
| Federico I di Brandeburgo          | Federico V di Norimberga |                              |                                    |  |  |       |  |  |                                     |  |  |                                    |  |
|                                    |                          | Elisabetta di Meißen         | Federico II di Meißen              |  |  |       |  |  |                                     |  |  |                                    |  |
|                                    |                          | Elisabetta di Meißen         | Federico II di Meißen              |  |  |       |  |  |                                     |  |  |                                    |  |
|                                    |                          | Elisabetta di Meißen         | Matilde di Baviera                 |  |  |       |  |  |                                     |  |  |                                    |  |
| Cecilia di Brandeburgo             |                          | Elisabetta di Meißen         |                                    |  |  |       |  |  |                                     |  |  |                                    |  |
|                                    |                          | Federico di Baviera-Landshut | Stefano II di Baviera              |  |  |       |  |  |                                     |  |  |                                    |  |
|                                    |                          | Federico di Baviera-Landshut | Stefano II di Baviera              |  |  |       |  |  |                                     |  |  |                                    |  |
|                                    |                          | Federico di Baviera-Landshut | Isabella d'Aragona                 |  |  |       |  |  |                                     |  |  |                                    |  |
| Elisabetta di Baviera-Landshut     |                          | Federico di Baviera-Landshut |                                    |  |  |       |  |  |                                     |  |  |                                    |  |
|                                    |                          | Maddalena Visconti           | Bernabò Visconti                   |  |  |       |  |  |                                     |  |  |                                    |  |
|                                    |                          | Maddalena Visconti           | Bernabò Visconti                   |  |  |       |  |  |                                     |  |  |                                    |  |
|                                    |                          | Maddalena Visconti           | Regina della Scala                 |  |  |       |  |  |                                     |  |  |                                    |  |
|                                    |                          | Maddalena Visconti           |                                    |  |  |       |  |  |                                     |  |  |                                    |  |

| Controllo di autorità | VIAF (EN) 80584869 · CERL cnp01151222 · GND (DE) 136198694 |